# أوسكار بينيتيز (لاعب كرة قدم)
أوسكار بينيتيز (بالإسبانية: Oscar Emigdio Benítez)‏ هو مدرب كرة قدم ولاعب كرة قدم سلفادوري، ولد في 6 أكتوبر 1948 في سان فيسنتي، السلفادور ‏ في السلفادور. لعب مع C.D. Santiagueño ‏.